# Pentax
La Pentax è una delle più antiche e prestigiose aziende nel mercato della fotografia e dell'ottica. La casa fu fondata nel 1919 da Kumao Kajiwara a Tokyo. Oggi appartiene alla Ricoh, che l'ha acquisita nel 2011 dalla Hoya Corporation. Oltre alle fotocamere, produce binocoli, lenti e diversi strumenti ottici. Nel 2004 la Pentax Corporation aveva circa 1.600 dipendenti.

## Storia

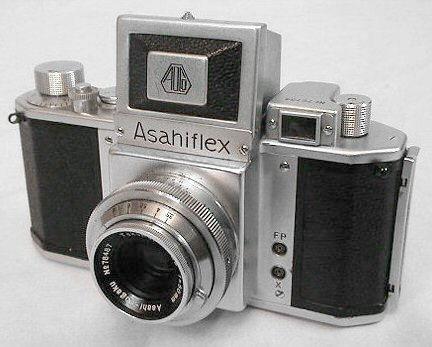
Asahiflex IIb

La Asahi Kogaku Goshi Kaisha’ venne fondata nel novembre del 1919 da Kumao Kajiwara a Toshima (sobborgo di Tokyo) per la produzione di lenti da occhiali. Nel 1922 iniziava la produzione di ottiche per il cinema e solo nel 1932 con una fornitura di ottiche per la Molta Company Ltd (oggi Minolta) iniziava ad affacciarsi nel mercato della fotografia. Nel 1938 divenne la Asahi Optical Company Limited e proseguì la propria attività con forniture di ottiche per le forze armate nipponiche.
Con la fine della seconda guerra mondiale il presidente Saburo Matsumoto sull'onda dei successi delle altre case del Sol Levante (Nikon, Canon) decise di avviare un progetto per la produzione di una prima fotocamera alla Asahi Optical. I progettisti basarono il primo prototipo sulla Kamera-Werkstätten Guthe & Thorsch (K.W.) Praktiflex del 1939, che pronto nel 1951 venne introdotto l'anno seguente nel mercato con il nome di ‘Asahiflex’. La macchina utilizzava ottiche denominate Takumar in omaggio a Takuma Kajiwara, parente del fondatore, dotate di un innesto a vite M37x1. Fu così che la Asahiflex divenne la prima reflex monobiettivo 35 mm giapponese.
Nel 1953 vedeva la luce la nuova serie di Asahiflex la "II", inoltre veniva aggiornata la linea di ottiche Takumar: la reflex Asahi riusciva a sfondare ed affermarsi come marca di successo. Nel 1954 la Asahiflex IIB utilizzava lo specchio a ritorno istantaneo già introdotto nel 1947 dalla ungherese Gamma Duflex (di scarso successo); il meccanismo, basato su levismi, è stato da allora utilizzato da tutti i concorrenti. Nel 1957 un altro successo commerciale avveniva con l'utilizzo del pentaprisma ottico (introdotto dalla italiana Rectaflex nel 1947 e poi da Zeiss Ikon con la Contax S del 1949) che forniva nel mirino una immagine a lati non invertiti, rendendo l'inquadratura semplice e naturale come quella delle macchine a mirino galileiano: la Asahi acquista il marchio PENTAX (da PENTAprism contaX) originariamente di proprietà della VEB Zeiss Ikon della Germania Orientale; questo modello utilizzava anche la leva di carica rapida sul lato superiore destro (introdotta dalla Jhagee Exakta del 1936) e i microprismi sul vetrino di messa a fuoco e riunisce in sé molte caratteristiche delle SLR moderne, che da quel momento in poi si ritroveranno in commercio. Il nuovo modello aveva l'attacco degli obiettivi a vite M42x1, introdotto nel 1949 sempre dalla VEB Zeiss Ikon (DDR) nei modelli Contax e Pentacon, che diventerà uno standard. Nel 1960 veniva presentato il prototipo di una fotocamera SLR con un esposimetro che misurava la luce direttamente dall'obiettivo, la misurazione avveniva su area ristretta (spot), da qui il nome "Spot-Matic" del prototipo. L'esposimetro TTL (Through-the-lens, con il quale la misurazione della luce avviene attraverso l'obiettivo), con misurazione media sul campo inquadrato, avrebbe equipaggiato la celebre Spotmatic che fu commercializzata nel 1964 (nel frattempo - nel 1963 - la concorrente Tokyo Kogaku aveva iniziato la produzione della Topcon RE Super, dotata anch'essa di esposimetro TTL che fu così la prima reflex TTL commercializzata). Nel 1966 vennero presentati due prototipi dotati di otturatore elettronico ed esposizione automatica: la Memorica, a priorità dei tempi e la Metalica, a priorità dei diaframmi. Solo quest'ultima fu sviluppata e dette luogo alla Electro Spotmatic (Asahi Pentax ES), la prima reflex con automatismo a priorità dei diaframmi, commercializzata nel 1971, anno in cui fu lanciata la gamma degli obiettivi "SMC Takumar", i primi obiettivi commerciali dotati di trattamento antiriflessi multistrato, frutto della collaborazione con l'azienda tedesca Carl Zeiss. Il 1969 vedeva l'introduzione della Pentax 6x7 prima fotocamera di medio formato della Asahi. Il 1975 vide l'introduzione di un nuovo attacco, detto a baionetta K sulle nuove camere chiamate "KM", "KX" e "K2" in sostituzione dell'attacco a vite M42x1 fino ad allora utilizzato. Da notare che anche l'innesto "K", così come il trattamento SMC è frutto della collaborazione con la Carl Zeiss; in quegli anni infatti l'azienda tedesca era alla ricerca di un partner per la commercializzazione della nuova linea di fotocamere CONTAX. L'accordo con Pentax non si concretizzò (Zeiss si accorderà con Yashica), ma innesto e trattamento delle lenti rimasero a testimonianza del lavoro congiunto.

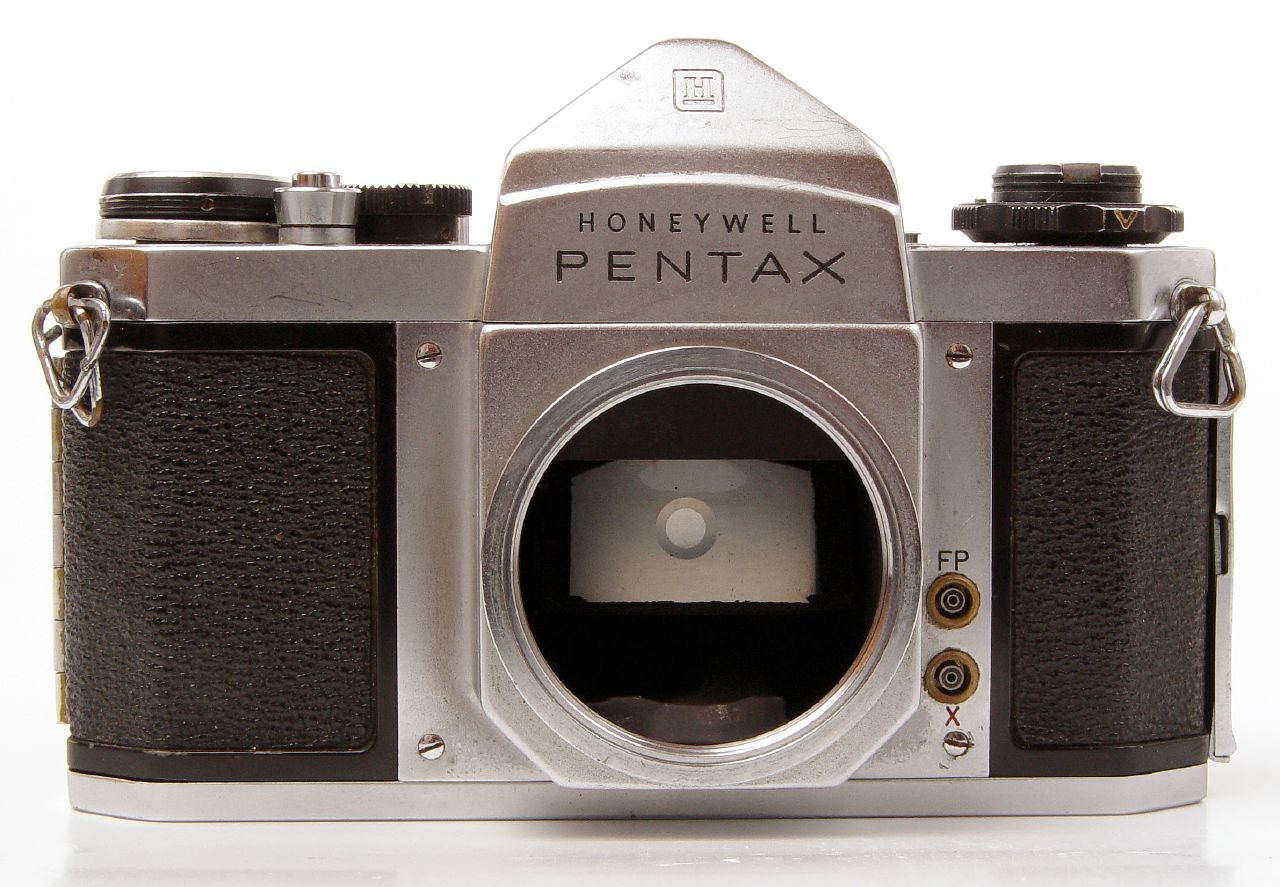
Honeywell Pentax H3v

La Asahi esportò la propria produzione negli Stati Uniti sin dagli anni cinquanta ma questi vennero marchiati dall'importatore Honeywell come Heiland Pentax o Honeywell Pentax sino alla metà degli anni settanta. Solo successivamente la marca Pentax Corporation venne impressa negli USA e comunque diversi modelli assunsero una nomenclatura distinta per il mercato nordamericano (serie ZX, serie PZ). Solo pochi modelli vennero invece prodotti in esclusiva per il Giappone, fra tutti la Z-20p, alcune versioni speciali di LX, 645 e MZ-3.
Nel 1976 è introdotta la reflex K1000, economica e robusta, ereditava dalle precedenti macchina della serie K la struttura massiccia del corpo, la meccanica di precisione, ad un prezzo contenuto. Uno strumento essenziale, del tutto manuale, affidabile ed economico, resterà uno dei grandi successi del marchio, in produzione per gli anni a venire, costituendo una icona della fotografia. 
In quello stesso anno Pentax intraprende quella che sarà la costante tendenza alla miniaturizzazione di Pentax, che all'esordio portò alla commercializzazione della serie "M", per "miniature", distinta inizialmente in "MX" (totalmente meccanica e di indirizzo professionale) e "ME" (elettronica e per un uso più amatoriale e istintivo). La MX riscosse un notevole successo come modello professionale di dimensioni ridotte e peso contenuto, grazie alla accoppiata con i compatti obiettivi M (da segnalare il contenutissimo 40 mm 2.8 dallo spessore di poco oltre il centimetro). 
Nel 1978 un'altra novità fu la presentazione del sistema Auto 110, progettato intorno all'allora diffusa cartuccia 110. Questa minuscola reflex, insieme alla successiva Auto 110 Super, resta l'unica fotocamera 110 con obiettivi completamente intercambiabili.
Nel 1980, ricorrenza dei 60 anni di Asahi, Pentax introduce un modello altamente professionale, LX. L'indirizzo spiccatamente professionale emergeva, oltre che da una accentuata cura costruttiva (guarnizioni antipolvere, antiumidità e antispruzzo), dalla dotazione di una serie completa di accessori professionali per ogni esigenza specifica, tra cui mirini intercambiabili. Utilizzabile sia in modalità totalmente manuale che con la priorità di diaframmi, e dotata di un rivoluzionario sistema esposimetrico sul piano pellicola, di un otturatore in titanio e lettura TTL anche durante l'esposizione (sistema PENTAX IDM: Integrated Direct Metering). Caratteristica notevole del sistema esposimetrico della LX era la capacità di lavorare anche a livelli di luce bassissimi (fino a -6,5EV, un traguardo ancora oggi insuperato). Questa eccezionale sensibilità, unita ad un otturatore capace di arrivare in automatico a parecchi minuti di esposizione, aprì nuove opportunità fotografiche nelle riprese a luce ambiente e nella tecnica di illuminazione "open flash". La Pentax puntò con questo modello ad affermarsi anche nel settore professionale più avanzato, dopo il successo della MX in quel senso, ampliandone caratteristiche e accessori. Insieme alla LX venne presentata la prima serie di obiettivi "Star", che grazie all'impiego di speciali vetri ED e/o lenti asferiche garantiva elevata luminosità e prestazioni al massimo livello, per confrontarsi alla pari coi massimi nomi dell'ottica mondiale e dotare la LX di un parco ottiche adeguato alla sua destinazione professionale. Con questo modello la reputazione di PENTAX, in termini di innovazione tecnologica, raggiunse l'apice.
Nel 1981 venne raggiunta la cifra record di 10 milioni di fotocamere prodotte dall'inizio dell'attività dell'azienda. La produzione proseguì con la famosa ME-SUPER (1982) vero cult degli anni '80. ME "Super" in quanto evolveva la precedente ME introducendo accanto alla priorità di diaframmi anche una modalità interamente manuale (con innovativi pulsanti per la selezione del tempo di scatto), la predisposizione per un motore, e indicazione dei tempi nel mirino mediante led come sulla MX. Questo permise di ampliare la possibilità creative della ME e realizzare un modello intermedio tra amatoriale e professionale in grado di conquistare il mercato dei fotoamatori del tempo alla ricerca di prodotti più versatili ma a prezzi adeguati ad un uso non professionale. La compattezza, le ampie possibilità di uso, e il costo contenuto senza alcun sacrificio in termini di qualità costruttiva, fecero della Me-Super un successo di mercato confermato anche negli anni a venire, rendendo accessibile a molti fotoamatori uno strumento prima ad appannaggio di pochi.
Un ulteriore traguardo pionieristico della Pentax è raggiunto con la ME-F nel 1983, la prima fotocamera reflex autofocus prodotta al mondo. Questa fotocamera disponeva di messa a fuoco TTL, il motore per la messa a fuoco era incorporato nell'obiettivo, così che si potevano montare le ottiche normali, con le quali si disponeva di un'indicazione di corretta messa a fuoco nel mirino. Nonostante la rivoluzionaria innovazione tecnologica, il mercato non rispose in maniera entusiastica alla messa a fuoco automatica, che restò una avanguardia isolata delle macchine successiva generazione. 
Nel 1983 avviene anche l'introduzione del modello Super A reflex 35 mm equipaggiata con una nuova serie di obiettivi predisposti per la priorità dei tempi, identificati dalla lettera A in luogo della precedente M, e l'esposizione programmata. La Super A conquistò il titolo di "Fotocamera Europea dell'Anno" ponendosi come sviluppo in direzione elettronica e multifunzionale della precedente generazione.
Nel 1984 fu introdotta la 645, reflex medio formato (6x4,5 cm) motorizzata, in cui vennero importate le tecnologie introdotte con la Super A anche nel medio formato. Intanto i tempi divennero maturi per la diffusione delle reflex autofocus sul mercato, e nel 1987 PENTAX introdusse la prima reflex della nuova serie SF con motore AF integrato nel corpo fotocamera: la SFX. Questo modello si distingue anche per essere il primo ad incorporare un flash, un'altra soluzione tecnica PENTAX presto adottata da tutti i concorrenti. Per sfruttare il motore interno, sono introdotti i nuovi obiettivi autofocus, denominati serie F, appositamente progettati. Gli obiettivi includono un sistema elettronico ed un contatto per lo scambio di dati digitali con la fotocamera e la trasmissione meccanica della messa a fuoco gestita dalla fotocamera.
Con la reflex semiprofessionale Z-1, nel 1991 nasce una nuova generazione di fotocamere e obiettivi PENTAX. Questa fotocamera dal design più massiccio e morbido, si distingue per l'otturatore che arriva all'ottomillesimo di secondo e il sincro flash a 1/250. L'evoluzione dell'elettronica coinvolge anche il software, permettendo una molteplicità di programmi di scatto e di esposizione e un notevole ampliamento delle funzioni elettroniche nonché delle relative indicazioni nel mirino. I nuovi obiettivi serie FA presentano la novità del Power Zoom (zoomata motorizzata) e un'elettronica ancora più evoluta, che comunica alla fotocamera anche la distanza di messa a fuoco, permettendo l'evoluzione dei programmi di scatto. Questa informazione può essere utile anche per capire il tipo di situazione e quindi regolare meglio l'esposizione a luce ambiente, ma soprattutto per dosare il flash. La Z1 è l'ammiraglia della serie Z che ripartirà tra i modelli di fascia inferiore solo alcune delle potenzialità del modello di punta di indirizzo professionale. 
Nel 1995 PENTAX torna ai suoi concetti originali, con una serie di reflex AF più compatte ed intuitive, con un design classicheggiante, denominata MZ, ad indicare l'unione tra la filosofia della serie "Miniature" con le tecnologie della serie Z. Il primo modello è la MZ-5, da molti vista come una reinterpretazione moderna della Spotmatic o della MX. È la prima reflex autofocus utilizzabile senza consultare il manuale da parte di chiunque abbia usato una fotocamera classica. Spicca l'utilizzo di una ghiera dei tempi e della compensazione dell'esposizione, soluzione oramai abbandonata, per design e per contenimento dei costi, dalle ultime generazioni di fotocamere, spiccatamente elettroniche. Anche per la serie MZ vengono introdotte nuove ottiche zoom FA più leggere rispetto ai corrispettivi della serie F.
Nel 1997 fu presentata la versione 645N, prima reflex medio formato autofocus. Sempre nel 1997, viene presentato il primo obiettivo della nuova serie di ottiche ultracompatte denominata Limited: un 43 mm f/1,9 extrapiatto (pancake) che presenta la vera focale ideale, come perfetta diagonale del fotogramma 24x36mm. Questa serie, ultracompatta, offre anche una qualità costruttiva preclusa alle produzioni del tempo, orientate tutte alla comune e più economica plastica, e strizza l'occhio alle più professionali realizzazioni di ottiche di massimo livello. La qualità ottica è altrettanto elevata e ricercata.
Nel 2000 PENTAX realizza un prototipo di fotocamera digitale a pieno formato 24x36 mm, con l'allora straordinaria risoluzione di 6 megapixel, più che doppia rispetto alle macchine commercializzate all'epoca. Si tratta del prototipo MR-52, ufficiosamente denominata MZ-D e in seguito nota anche come K-1. Purtroppo alcuni problemi di eccessivo consumo da parte del sensore fornito da terzi, unito ad un costo molto elevato e difficilmente proponibile sul mercato, consigliano di rinunciare all'affascinante e pionieristico progetto di lancio di una reflex digitale professionale; la prima reflex digitale full frame effettivamente commercializzata sarà quindi la Contax N Digital del 2002, annunciata anch'essa nel 2000. Per non vanificare l'enorme lavoro sul corpo macchina, Pentax riesce a riconvertire il prototipo di digitale in una macchina analogica, la MZS, che ad oggi risulta una delle reflex a pellicola 35 mm più evolute mai prodotte, ad un prezzo tuttavia proporzionato.

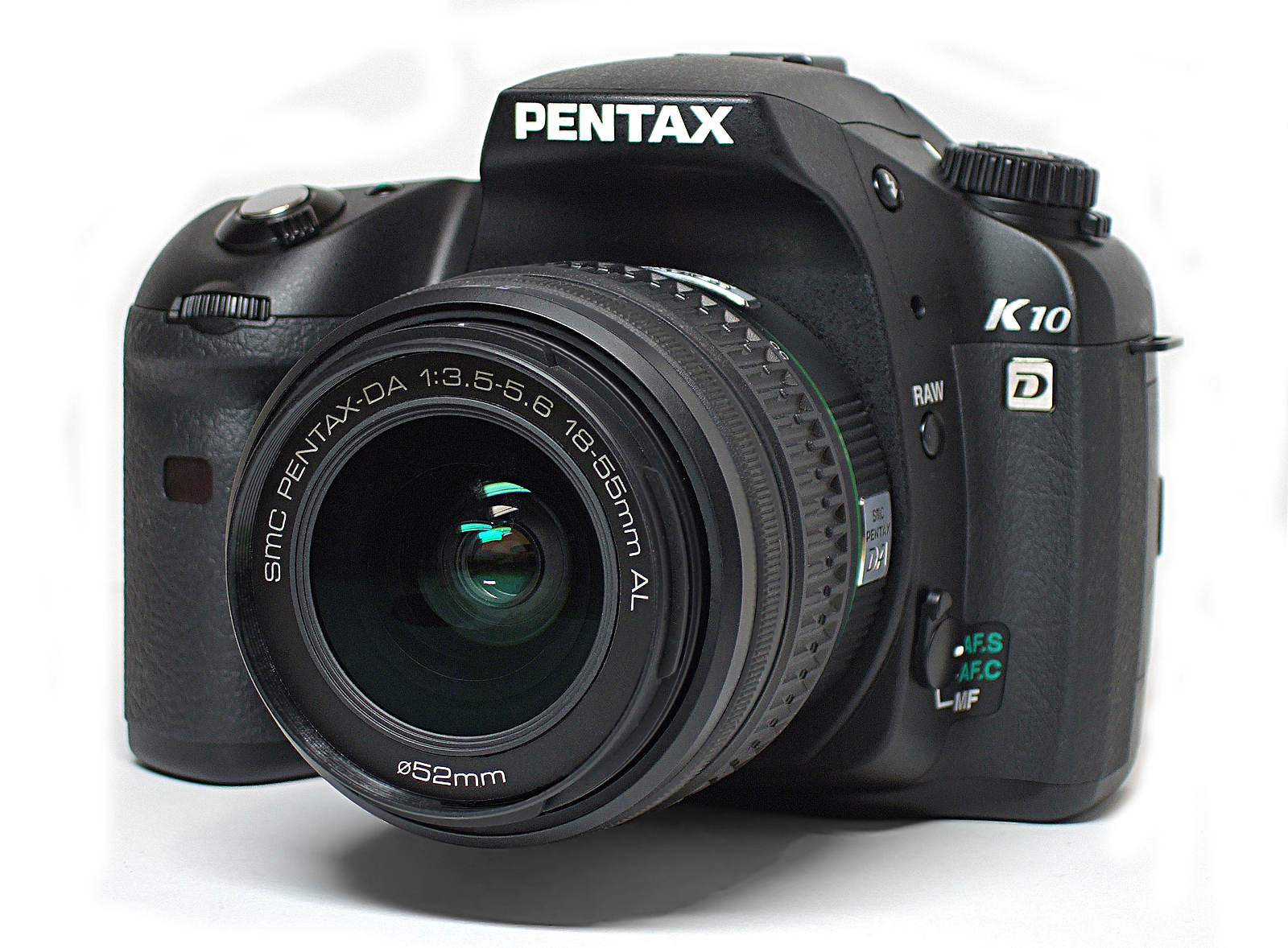
Pentax K10D

Nel 2003 la Pentax commercializzò la sua prima SLR Digitale con il nome *ist D, che usava un sensore CCD da 6 megapixel. Fedele alla sua tradizione la linea reflex digitale Pentax ha mantenuto la compatibilità con le lenti dotate di attacco tipo K e tramite anello adattatore con le ottiche con attacco a vite (M42) e con gli obiettivi dei sistemi 645 e 67.
Nel 2005 fu annunciato un accordo di collaborazione tecnica con la Samsung Techwin. In base all'accordo, Samsung forniva componenti elettronici a Pentax e Pentax forniva tecnologie e prodotti (reflex e obiettivi) a Samsung.
Nell'autunno del 2006 è stata commercializzata la K10D, DSLR da 10.2Mp effettivi, tropicalizzata (protezione da acqua e polvere) e dotata di un dispositivo antivibrazione interno al corpo macchina che, a differenza delle DSLR Canon o Nikon, agisce direttamente sul sensore CCD e non sull'obiettivo. La K10D è inoltre predisposta per l'utilizzo di obiettivi con messa a fuoco tramite motore ad ultrasuoni (SDM). Nel 2007 la Pentax è stata impegnata solo in una serie di migliorie dei modelli già esistenti, con la K10D Grand Prix e la K100D Super mentre nel 2008 si è passati alla commercializzazione dei modelli successivi: l'ammiraglia K20D e la entry-level K200D.
È del 2009 la presentazione della coppia K-7 e K-x, due reflex caratterizzate da dimensioni particolarmente compatte. La K-7 si fa notare per la silenziosità dello scatto, mentre la K-x spicca per la notevolissima resa (basso rumore e ampia gamma dinamica) alle alte sensibilità ISO.
Nel 2010, tra la K-x e la K-7 viene presentata la K-r, mentre la posizione di top di gamma del marchio viene occupata dalla K-5, molto apprezzata tra le fotocamere dotate di sensori APS-C.
Nel mese di dicembre 2010 è stata commercializzata anche in Europa la reflex di medio formato Pentax 645D da 40 megapixel con sensore CCD di formato 44x33 mm, precedentemente disponibile solo sul mercato giapponese. Alla fine del 2013 Pentax presenta la K-3, dotata di sensore apsc da 24 megapixel, la migliore reflex della sua categoria. Con la K3 Pentax si ripropone ancora come innovatrice nel mondo della fotografia introducendo l'inedita caratteristica della simulazione del filtro antialiasing tramite la vibrazione del sensore.
Dopo la K-3 è il turno della K-3 II che riprende molte delle funzionalità della precedente ma con qualche miglioria in più. Adesso, infatti, è possibile creare una versione ancora più nitida dell'immagine sfruttando sempre il movimento del sensore. Questa funzionalità si chiama Pixelshift Resolution. La macchina scatta quattro foto spostando il sensore di un singolo pixel in alto, in basso, a destra e sinistra combinandole in un'unica e più definita immagine. Oltre al Pixelshift Resolution, la nuova ammiraglia APS-C monta anche l'astrotracer ed il GPS di serie.
Nel 2016, Pentax annuncia la produzione della nuova entry level k-70 che riprende molte funzioni della sorella maggiore. Troviamo infatti il già citato Pixelshift Resolution, la tropicalizzazione e lo schermo basculante, oltre al pentaprisma e alla doppia ghiera dei comandi.
Sempre nel 2016 viene commercializzata la prima reflex digitale full frame che riprende il nome del primo esperimento digitale del 2000 non riuscito: K-1. Tra le innovazioni troviamo dei led guida che aiutano a cambiare le ottiche al buio o a posizionare il corpo macchina su un treppiede.

## Proprietà
Nell'ottobre 2007 viene annunciata la fusione con la Hoya Corporation, uno dei principali produttori al mondo, insieme alla tedesca Schott AG, di vetri speciali ed ottici, già presente nel mercato fotografico con i marchi: Hoya (filtri), Tokina (ottiche universali 35 mm) e Kenko (moltiplicatori di focale). Tale fusione fa seguito ad alcuni accordi attivi da circa due anni per lo scambio tra le due ditte dei design ottici. Il 31 marzo 2008 Pentax Corporation cessa ufficialmente di esistere come azienda indipendente, confluendo in Hoya Corporation (della quale costituisce la divisione imaging).
Il 1º luglio 2011, con un comunicato congiunto, Hoya ha annunciato la cessione alla Ricoh di tutti gli asset a marchio Pentax relativi alla produzione di fotocamere, ottiche e accessori, videocamere di sorveglianza, binocoli. La cessione, che secondo il quotidiano giapponese Nikkei ha un valore di circa 10 miliardi di yen (circa 85 milioni di euro), si concluderà ed avrà quindi effetto dal mese di ottobre 2011.

## Obiettivi

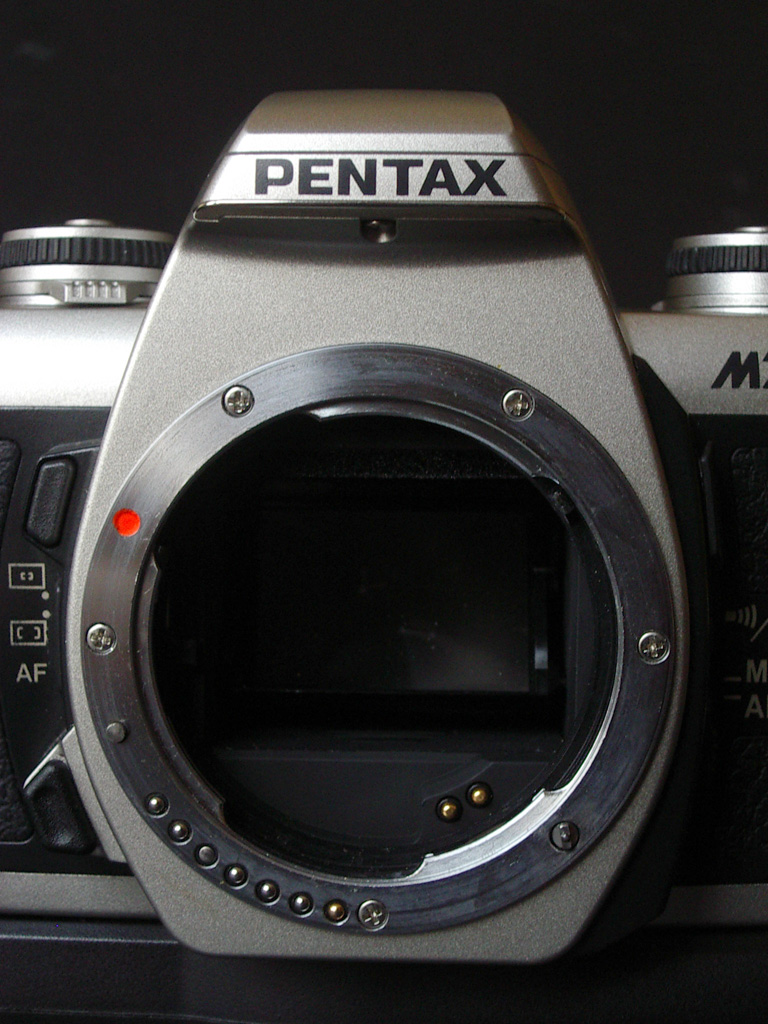
Particolare dell'attacco K_{AF2} di una Pentax MZ-3

La Asahi si è distinta per le ottiche particolari. Inizialmente vennero marcate Takumar e solo successivamente marcate in proprio come SMC Pentax. Sino al 1975 vennero utilizzate quelle con attacco "a vite" (dette M42), successivamente vennero introdotte quelle specifiche con attacco a baionetta K.
Dall'originale attacco tipo a baionetta K vennero sviluppati:
- attacco Kf: prima serie autofocus, pensata per le ME-F.
- attacco KA: permise la gestione automatica del diaframma.
- attacco KAF: permetteva l'autofocus con la gestione automatica del diaframma.
- attacco KAF2: seconda generazione di ottiche KAF.
- attacco KAFn (designazione non ufficiale): evoluzione del KAF2.
- attacco KA2: evoluzione KA.
- attacco JAF o KAF2 crippled (designazione non ufficiale): versione semplificata dell'attacco KAF, attacco compatibile solo con ottiche KA o più evolute.

Le ottiche originali Pentax dal 1971 vengono trattate con un particolare trattamento antiriflesso: il Super-Multi-Coated (SMC), simile al trattamento T* della Zeiss.
L'attacco a baionetta K venne adottato anche da altre case come ad esempio Ricoh, Cosina, Miranda, Chinon, Vivitar, Petri e Zenit.
Ottiche fisse
- smc DA 14 mm / 2,8 ED (IF)
- HD DA 15 mm f/4 ED AL Limited
- HD DA 21 mm f/3.2 AL Limited
- smc FA 31 / 1,8 AL Limited
- smc DA 35 mm f/2.4 AL
- HD DA 35 mm f/2.8 macro Limited
- HD DA 40 mm / 2,8 Limited
- smc DA 40 mm / 2,8 XS
- smc FA 43 mm / 1,9 Limited
- smc DA 50 mm f/1.8
- smc DFA 50 mm / 2.8 Macro
- smc DA* 55 mm f/1.4 SDM
- smc DA 55 mm f/1.4 SDM
- HD DA 70 mm f/ 2.4 AL Limited
- smc FA 77 mm / 1,8 Limited
- smc DFA 100 mm / 2.8 Macro
- smc D-FA 100 mm f/2,8 Macro WR
- smc DA 200 mm f/2.8 ED(IF) SDM
- smc DA* 200 mm f/2.8 ED(IF) SDM
- smc DA* 300 mm f/4.0 ED (IF) SDM
- HD DA 560 mm F/5.6 ED (IF) DC AW

Ottiche zoom
- smc DA 10–17 mm / 3,5-4,5 ED (IF) Fisheye zoom
- smc DA 12–24 mm / 4,0 ED AL(IF)
- smc DA 16–45 mm / 4,0 ED AL
- smc DA* 16-50 mm F2.8 ED AL (IF) SDM
- smc DA 17-70 mm f/4.0 AL (IF) SDM
- smc DA 18-55 mm II f/3.5-5.6 ED AL (IF)
- smc DA 18-55 mm f/3.5-5.6 AL WR
- smc DA 18-135 mm f/3.5-5.6 ED AL [IF] DC WR
- HD DA 20-40 mm f/2.8-4ED Limited DC WR
- smc DA 18-270 mm f/3.5-6.3
- smc DA* 50-135 mm F2.8 ED (IF) SDM
- smc DA 50-200 mm f/4-5.6 ED
- smc DA 50-200 mm f/4.0-5.6 ED WR
- smc DA 55-300 mm f/4.0-5.8 ED
- smc DA* 60-250 f/4.0 ED (IF) SDM

Sigle obiettivi Pentax
- SMC = Super Multi-Coating, indica gli obiettivi dotati dell'omonimo rivestimento antiriflesso sulle lenti.
- FA = obiettivi progettati per i sensori a pieno formato e dotati di ghiera dei diaframmi.
- DA = obiettivi progettati per sensori in formato APS-C.
- D-FA = obiettivi progettati per i sensori a pieno formato ottimizzata per il digitale.
- DA* = campione di ottica DA di particolare pregio e completamente tropicalizzata.
- AL = ottica con lenti asferiche.
- SDM = ottica con motore a ultrasuoni.
- IF = Internal Focus (la messa a fuoco viene eseguita tramite il movimento di lenti interne all'obiettivo).
- ED = utilizzo di vetri Extra (Low) Dispersion per ridurre le aberrazioni cromatiche.
- WR = utilizzo di design delle lenti (Weather Resistant) che protegge l'obiettivo da pioggia ed umidità.

## Produzione cronologica

### Reflex

#### Analogiche 35 mm

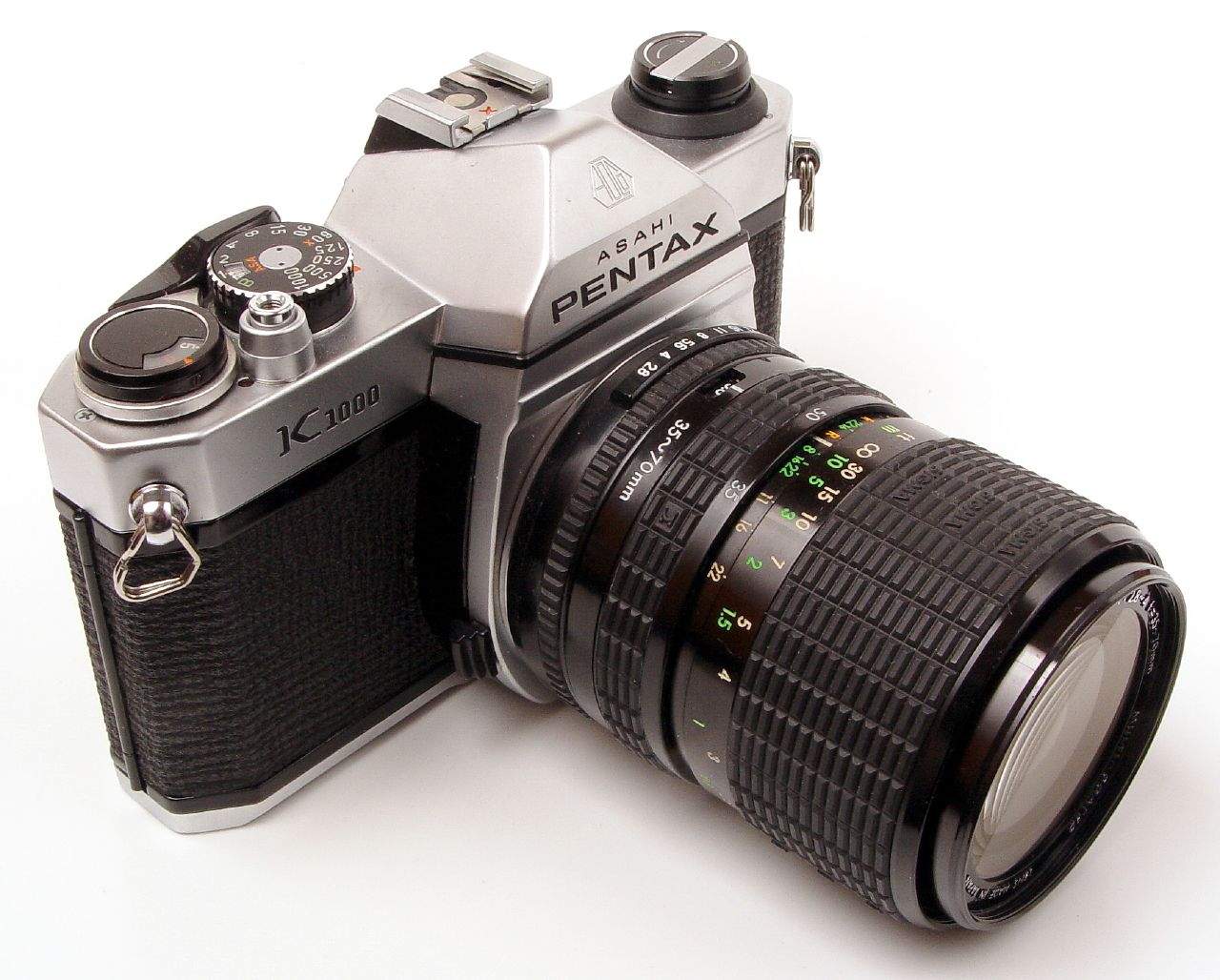
Pentax K1000

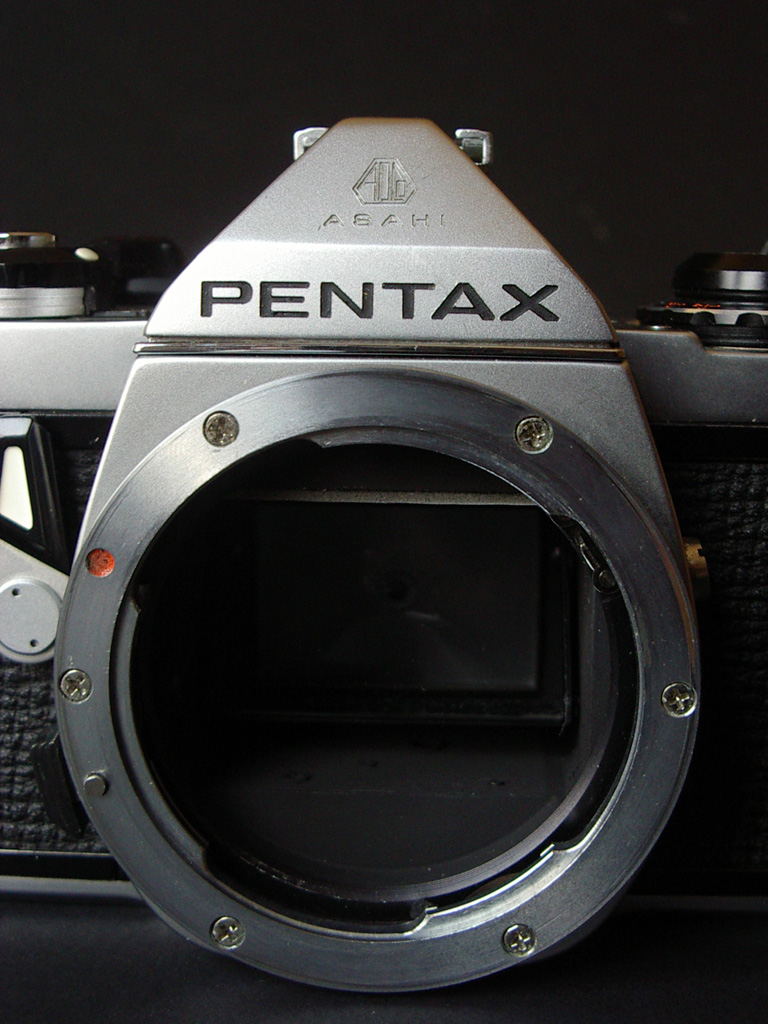
particolare attacco K su una ME Super

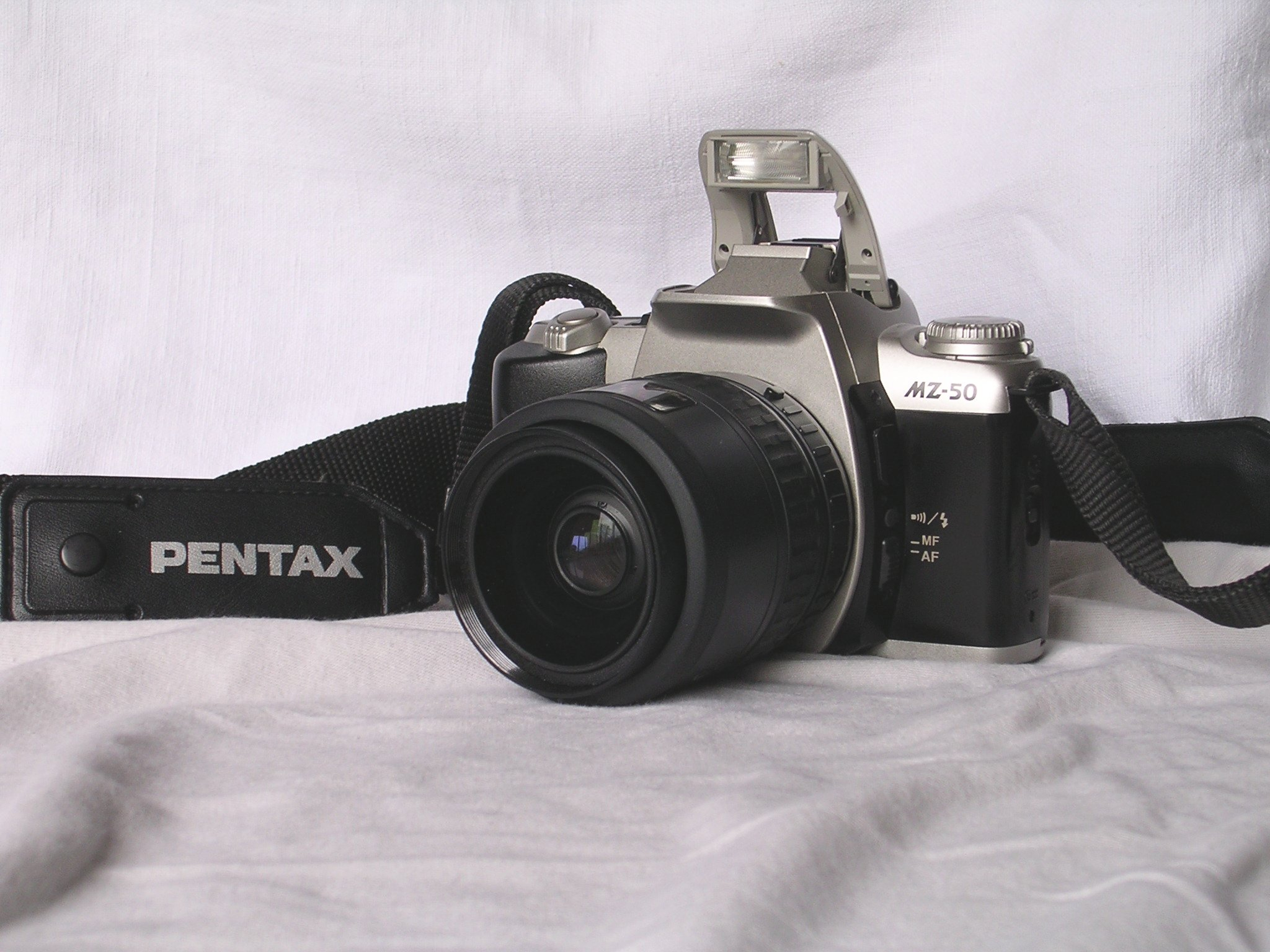
Pentax MZ-50

Serie Asahiflex (dal 1952)
- Asahiflex I
- Asahiflex Ia
- Asahiflex IIb
- Asahiflex IIa

Serie S/SP (dal 1957)
- Asahi Pentax
- Asahi Pentax S
- Asahi Pentax K
- Asahi Pentax S2
- Asahi Pentax S1
- Asahi Pentax S3
- Asahi Pentax S1a
- Asahi Pentax Sv
- Asahi Pentax Spotmatic
- Asahi Pentax SL
- Asahi Pentax SPII
- Asahi Pentax SPIIa
- Asahi Pentax SPF
- Asahi Pentax SP500
- Asahi Pentax SP1000
- Asahi Pentax ES
- Asahi Pentax ESII

Serie K (dal 1975) - introduzione attacco baionetta tipo K
- Asahi Pentax K1000
- Asahi Pentax KM
- Asahi Pentax KX
- Asahi Pentax K2

Serie M (dal 1976)
- Asahi Pentax MX
- Asahi Pentax ME
- Pentax ME Super
- Pentax ME-F
- Pentax MV
- Pentax MV 1
- Pentax MG

Serie L (dal 1980)
- Pentax LX

Serie A (dal 1983)
- Pentax Super A/Super Program
- Pentax Program A/Program Plus
- Pentax A3/A3000

Serie P (dal 1985)
- Pentax P30/P3
- Pentax P30n
- Pentax P30t
- Pentax P50/P5

Serie SF (dal 1987) (SF1, SF1n, SF10 sono le nomenclature per gli Stati Uniti)
- Pentax SFX/SF1
- Pentax SFXn/SF1n

Serie Z/PZ (dal 1991) (la nomenclatura PZ fu assunta nelle distribuzioni degli Stati Uniti)
- Pentax Z-1p/PZ-1p
- Pentax Z-1/PZ-1
- Pentax Z-5 (solo Giappone)
- Pentax Z-5p (solo Giappone)
- Pentax Z-10/PZ-10
- Pentax Z-20/PZ-20
- Pentax Z-50p
- Pentax Z-70/PZ-70

Serie MZ/ZX (dal 1995) (la nomenclatura ZX fu assunta nelle distribuzioni degli Stati Uniti)
- Pentax MZ-M/ZX-M
- Pentax MZ-S
- Pentax MZ-3
- Pentax MZ-5/ZX-5
- Pentax MZ-5n/ZX-5n
- Pentax MZ-6/ZX-L
- Pentax MZ-7/ZX-7
- Pentax MZ-10/ZX-10
- Pentax MZ-30/ZX-30
- Pentax MZ-50/ZX-50
- Pentax MZ-60/ZX-60

Serie *ist (dal 2003)
- Pentax *ist

#### Digitali APS-C
Serie MZ
- Pentax MZ-D (Prototyp AV 2000, en inofficiell benämning, kallad Aven K-1)

Serie *ist (dal 2003)
- Pentax *ist D
- Pentax *ist DS
- Pentax *ist DL
- Pentax *ist DS2
- Pentax *ist DL2

Serie K (dal 2006)
- Pentax K100D
- Pentax K100D Super
- Pentax K110D
- Pentax K10D
- Pentax K10D Grand Prix
- Pentax K200D
- Pentax K20D
- Pentax Km/K2000
- Pentax K-7
- Pentax K-x
- Pentax K-r
- Pentax K-5
- Pentax K-30
- Pentax K-5 II
- Pentax K-5 IIs
- Pentax K-500
- Pentax K-50
- Pentax K-3
- Pentax K-3 II
- Pentax K-S1
- Pentax K-S2
- Pentax K-70
- Pentax KP
- Pentax K-3 III
- Pentax KF

#### Fotocamere Bridge
- Pentax X-5
- Pentax XG-1

#### Digitali pieno formato
- Pentax K-1
- Pentax K-1 II

### Fotocamere compatte

#### Analogiche
- Pentax PC35 AF

#### A ottiche intercambiabili
- Pentax Q
- Pentax Q7
- Pentax Q-S1
- Pentax K-01

### Reflex per pellicola 110 (dal 1979)
- Pentax Auto 110
- Pentax Auto 110 Super

### Compatte digitali
- Pentax Optio
- Pentax Optio 105 super
- Pentax Optio 110
- Pentax Optio 115
- Pentax Optio 330gs
- Pentax Optio 928
- Pentax Optio 160
- Pentax Optio 555
- Pentax Optio S4
- Pentax Optio S4i
- Pentax Optio S5i
- Pentax Optio SV
- Pentax Optio SVi
- Pentax 750z
- Pentax Optio S6
- Pentax Optio W10
- Pentax Optio T30
- Pentax Optio E10
- Pentax Optio M30
- Pentax Optio A40
- Pentax Optio W30
- Pentax Optio M50
- Pentax Optio E60
- Pentax Optio W60
- Pentax Optio I-10
- Pentax Optio RS1500
- Pentax Optio RZ10

#### Compatte digitali Outdoor
- Pentax Optio WG-1
- Pentax Optio WG-2
- Pentax Optio WG-3
- Pentax Optio WG-10
- Pentax Optio WG-20
- Ricoh WG-6
- Ricoh WG-60
- Ricoh WG-70

### Medio formato

#### 6x7 (dal 1969)
- Asahi Pentax 6x7
- Pentax 67
- Pentax 67II

#### 6x4,5 (1984)
- Pentax 645
- Pentax 645N
- Pentax 645N II
- Pentax 645D
- Pentax 645Z

## Associazioni e manifestazioni
Fra gli appassionati della casa giapponese è stata fondata l'associazione Asahi Optical Historical Club. La stessa associazione organizza annualmente il Pentax Day raduno/mostra italiana riservata ai prodotti della Pentax. L'edizione 2013 del Pentax Day si è svolta il 26 maggio a Ravenna.